# 리쿠젠하마다역
리쿠젠하마다역(일본어: 陸前浜田駅)은 일본 미야기현 미야기군 리후정에 있는, 동일본 여객철도의 철도역이다.

## 역 구조
1면 1선 구조의 지상역이다.

### 승강장
승강장 번호는 없다.
| ■ 센세키 선 | (하행) 마쓰시마카이간·다카기마치 방면 |
| ■ 센세키 선 | (상행) 다가조·센다이·아오바도리 방면  |

## 역세권 정보
- 국도 제45호선

## 역사
- 1927년 4월 18일: 미야기 전기철도 하마다역(浜田駅, はまだえき)으로 영업 개시.
- 1944년 5월 1일: 국유화, 리쿠젠하마다역으로 명칭 변경.
- 1987년 4월 1일: 민영화에 따라 동일본 여객철도의 소속이 되었다.
- 2003년 10월 26일: 스이카 도입.
- 2011년
  - 3월 11일: 동일본 대지진으로 일어난 쓰나미가 덮침.
  - 5월 28일: 영업 재개.

## 인접역
| 동일본 여객철도 ■ 센세키 선    | 동일본 여객철도 ■ 센세키 선 | 동일본 여객철도 ■ 센세키 선    |
| ------------------------------ | --------------------------- | ------------------------------ |
| 히가시시오가마 아오바도리 방면 | ■ 보통                      | 마쓰시마카이간 다카기마치 방면 |